# Boortmeerbeek
Boortmeerbeek es un municipio belga perteneciente a la provincia de Brabante Flamenco, en el arrondissement de Lovaina. Tiene una población estimada, en 2021, de 12 711 habitantes.
Comprende los deelgemeentes de Boortmeerbeek y Hever.
Se sitúa sobre la carretera N26 entre Malinas y Lovaina, unos 10 km al noreste de Bruselas.

## Demografía

### Evolución
El siguiente gráfico refleja su evolución demográfica, incluyendo municipios después de efectuada la fusión el 1 de enero de 1977.
| Gráfica de evolución demográfica de Boortmeerbeek entre 1846 y 2021 |
|                                                                     |